# Янгиобод (станция метро)
Янгиабад (узб. Yangiobod) — станция Ташкентского метрополитена.
Открыта для пассажиров 30 августа 2020 года в составе первого участка линии Тридцатилетия независимости Узбекистана.
Расположена между станциями «Рохат» и «Куйлюк».

## История
Строительство станции началось 1 октября 2017 года.
Располагается в Яшнабадском районе, на пересечении Ташкентской кольцевой автомобильной дороги с улицей Толарик.
Работы по строительству станции были завершены 3 февраля 2020 года.
Станция запущена в эксплуатацию 30 августа 2020 года. Некоторое время после открытия станция носила временное название «6-бекат» (узб. 6-bekat). 9 августа 2023 года, после опросов жителей города, станция официально получило название «Янгиобод».
Получила своё название по одноимённому жилому массиву и рынку, вблизи которых она расположена.

## Характеристика
Станция : наземная, крытая, с островным расположением платформы.